# Kursivschrift (Ostasien)
Die Kursivschrift (chinesisch 行書 / 行书, Pinyin Xíngshū, Jyutping hang4syu1, japanisch 行書 gyōsho, koreanisch 행서 haengseo, vietnamesisch hành thư, Chữ Nôm 行書), auch Semikursivschrift, ist eine der fünf Hauptkategorien der chinesischen Kalligrafie. Sie ist von der Kanzleischrift abgeleitet.
Ein gutes Beispiel sind die Werke von Wang Xizhi der Östlichen Jin-Dynastie.

Kalligrafie in Kursivschrift
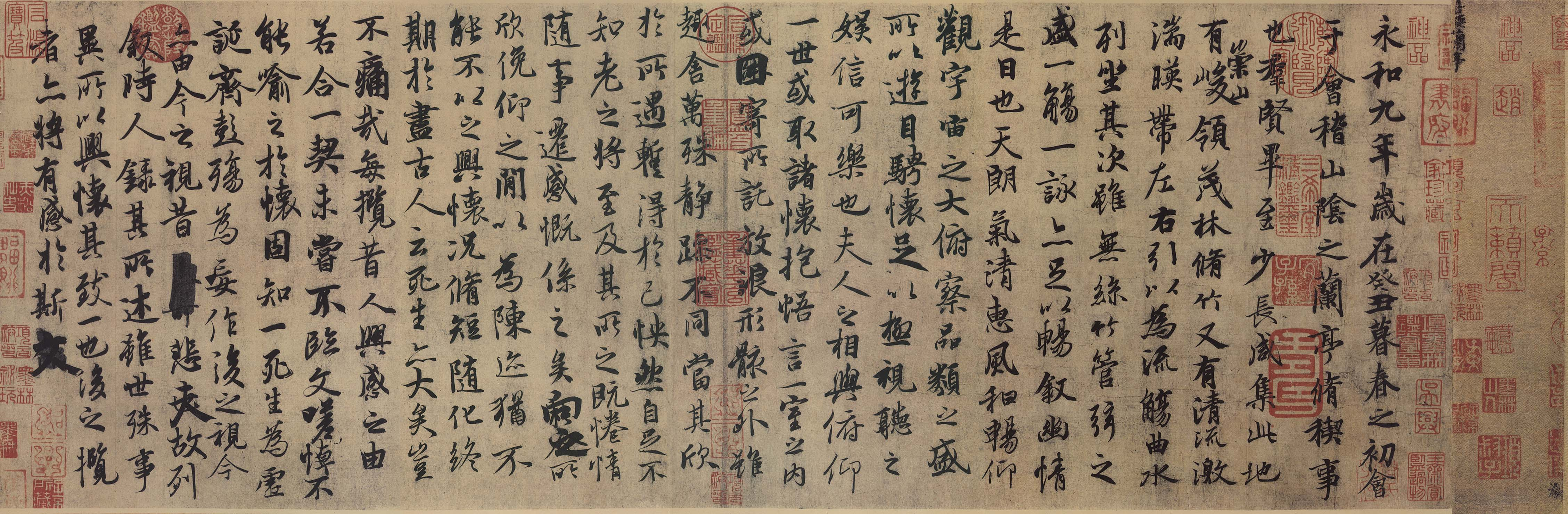
Orchideenpavillon – 蘭亭序 von Wang Xizhi, 353 n. Chr.